# Markus Großkopf
Markus Peter Grosskopf (* 21. září 1965 Hamburk) je německý hudebník a textař, nejznámější jako baskytarista, doprovodný zpěvák a zakládající člen německé speedmetalové skupiny Helloween. Spolu s Michaelem Weikathem byl jeden ze dvou posledních zakládajících členů kapely, dokud se v roce 2017 nevrátil Kai Hansen. Kromě působení ve skupině Helloween má také několik dalších projektů, např. skupinu Shockmachine.

## Životopis
Grosskopf začal na baskytaru v patnácti letech. Později se připojil ke skupině Kaie Hansena s názvem Second Hell. Brzy poté se spojili s bývalým kytaristou Powerfool, Michaelem Weikathem, a změnili si jméno na Helloween. Původní sestavu tvořili Kai Hansen (kytara, zpěv), Michael Weikath (kytara), Grosskopf (baskytara) a Ingo Schwichtenberg (bicí).
Od roku 1984 Grosskopf působí ve skupině Helloween jako baskytarista a doprovodný zpěvák. Je také autorem textů některých písní, většinou používaných jako B-strany. Od vydání alba Rabbit Don't come Easy v roce 2003, kde napsal tři skladby, se jeho písně běžně objevují na studiových albech skupiny. Spolu s Michaelem Weikathem je jediným nepřetržitým členem Helloween.
V roce 2017 se s ostatními členy skupiny (Kai Hansen, Michael Kiske, Andi Deris, Sascha Gerstner, Dani Löble) zúčastnil turné „Pumpkins United“ Reunion Tour.

## Vedlejší projekty
Prvním Grosskopfovým vedlejším projektem byl Shockmachine, kde působil zároveň jako baskytarista a doprovodný kytarista. První eponymní studiové album vyšlo roku 1998. Hrál na prvních dvou albech superskupiny Avantasia – The Metal Opera a The Metal Opera Part II, vydaných v letech 2001 a 2002. V roce 2001 hrál také se skupinou Uriah Heep v orchestrální verzi jejich písně Salisbury.
V letech 2002 a 2007 fungoval jako baskytarista, kytarista a producent skupiny Kickhunter. Založil také vlastní vedlejší projekt Bassinvaders.
V roce 2015 hrál se skupinou Judas Priest, poprvé v Srbsku a poté v dalších zemích (Rusko, Japonsko, Austrálie, Spojené státy). O rok později vystupoval se skupinou Gotthard.

## Styl hry
Grosskopfův styl hry zahrnuje výrazné basové linky a občasná sóla – například v písních „Heavy Metal (Is The Law)“ či „Eagle Fly Free“. Používá prsty i trsátko, vždy podle dané skladby – u jednodušších basových linek („I Want Out“ apod.) hraje s trsátkem, složitější („Eagle Fly Free“, „Halloween“) hraje prsty.

## Diskografie (s Helloween)
- Helloween (1985)
- Walls of Jericho (1985)
- Keeper of the Seven Keys Part 1 (1987)
- Keeper of the Seven Keys Part 2 (1988)
- Pink Bubbles Go Ape (1991)
- Chameleon (1993)
- Master of the Rings (1994)
- The Time of the Oath (1996)
- Better Than Raw (1998)
- Metal Jukebox (1999)
- The Dark Ride (2000)
- Rabbit Don't Come Easy (2003)
- Keeper of the Seven Keys: The Legacy (2005)
- Gambling with the Devil (2007)
- Unarmed – Best of 25th Anniversary (2009)
- 7 Sinners (2010)
- Straight Out of Hell (2013)
- My God-Given Right (2015)